# 那維勳
那維勳（1972年11月19日—），台灣男藝人，滿族，葉赫那拉氏。畢業於國立藝術學院音樂學系，主修小提琴，副修鋼琴、南胡；1990年代中期從實驗劇場、舞台劇起步。

## 作品

### 電視劇
| 年 度 | 劇 名                            | 飾 演                                                                         |
| ----- | -------------------------------- | ----------------------------------------------------------------------------- |
| 1995  | 我們一家都是人                   | 阿維勳（清流工廠） 葉赫那拉（台灣精神） 無名氏（一間客棧） 當歸（寶島大國民） |
| 1995  | 我們一家都是投資人               | 未知                                                                          |
| 2000  | 民視劇場—聽海                    | 徐志傑(小P)                                                                   |
| 2002  | 他和他的兩個老婆                 | 未知                                                                          |
| 2002  | 愛情哇沙米                       | 未知                                                                          |
| 2002  | 來我家吧                         | 大熊（攝影社社長）                                                            |
| 2003  | 戀香                             | 金承天的經紀人                                                                |
| 2004  | 風中緋櫻霧社事件                 | 達道·莫那                                                                     |
| 2005  | 終極一班                         | 紅龍(斷腸人/段常仁） 黑龍                                                     |
| 2005  | 住左邊住右邊客串（第18集）       | 那維勳                                                                        |
| 2005  | 王子變青蛙                       | 大師傅                                                                        |
| 2005  | 我只在乎你                       | 高柏青                                                                        |
| 2005  | 海豚愛上貓                       | 全志賢                                                                        |
| 2006  | 愛情魔髮師客串(第7集)            | 保安                                                                          |
| 2007  | 終極一家                         | 紅龍（斷腸人） 黑龍 葉赫那拉．思仁                                            |
| 2008  | 命中注定我愛你                   | Anson                                                                         |
| 2008  | 無敵珊寶妹客串(第1集)            | Anson                                                                         |
| 2008  | 籃球火客串(第10集)               | 王爺                                                                          |
| 2009  | 老王同學會                       | 林譽德                                                                        |
| 2009  | 痞子英雄                         | 杜文雁（大雁）                                                                |
| 2009  | 閃亮的日子                       | 方中強                                                                        |
| 2009  | 我的青春ㄌㄨˋ                    | Kenny（蔡芬芳前夫）                                                           |
| 2009  | 終極三國                         | 葉赫那拉．思偍（孫堅） 葉赫那拉．思仁                                         |
| 2010  | 呼叫大明星                       | 魏得志                                                                        |
| 2010  | 我的排隊情人                     | 辛吉                                                                          |
| 2010  | 他們在畢業的前一天爆炸           | 浩遠大伯                                                                      |
| 2011  | 我的完美男人客串(第1集)          | 詹醫師                                                                        |
| 2011  | 醉後決定愛上你客串(第1、4、14集) | 醫師                                                                          |
| 2011  | 瑰寶1949                         | 趙毓錚                                                                        |
| 2011  | 我和我的兄弟·恩                  | 鵬大海                                                                        |
| 2011  | 艋舺燿輝                         | 孫志堅                                                                        |
| 2011  | 拜金女王                         | 潘彼得                                                                        |
| 2011  | 勇士們（第1~5集）                | 趙登禹                                                                        |
| 2011  | 單數絕配                         | 校長                                                                          |
| 2011  | 真心請按兩次鈴                   | 歐威                                                                          |
| 2012  | 愛上巧克力客串（第3、4集）       | 店長                                                                          |
| 2012  | 絕對達令                         | 雷霧霧                                                                        |
| 2012  | 螺絲小姐要出嫁                   | 康有為                                                                        |
| 2012  | 剩女保鏢客串（第3集）            | 陸伍思                                                                        |
| 2012  | 終極一班2                        | 黑龍（大黑蛇） 紅龍(斷腸人/段常仁） 葉赫那拉．思仁                            |
| 2012  | 小站                             | 王哥                                                                          |
| 2013  | 兩個爸爸客串(第4集)              | 張董                                                                          |
| 2013  | 終極一班3                        | 紅龍(斷腸人/段常仁） 黑龍 葉赫那啦．思偍                                      |
| 2013  | 飛越·龍門客棧                    | 趙國威                                                                        |
| 2014  | 流氓蛋糕店                       | 神經哥                                                                        |
| 2014  | 終極X宿舍                        | 葉赫那拉．思仁                                                                |
| 2014  | 我的青春高八度                   | 許老師                                                                        |
| 2014  | 終極惡女                         | 日音王 日月王（加百列）                                                       |
| 2016  | 来自未来的史密特                 | 經紀人                                                                        |
| 2016  | 我喜歡你，你知道嗎？             | 沈俊平                                                                        |
| 2016  | 終極一班4                        | 紅龍(斷腸人/段常仁） 黑龍 孫堅                                                |
| 2017  | 終極三國 (2017年)                | 趙錢孫 大奶奶[左慈] 張寶 張饒 西施 PUB老闆 燒肉店老闆                         |
| 2018  | 終極一班5                        | 紅龍(斷腸人/段常仁） 黑龍 瘋龍(負老闆)                                        |
| 2022  | 你的婚姻不是你的婚姻－聖筊       | 健身房老闆                                                                    |
| 2025  | 歡迎光臨 二代咖啡                |                                                                               |

### 電視劇配音
- 2014年 《流氓蛋糕店》謝澤
- 2018年 《你的孩子不是你的孩子》〈孔雀 Peacock〉孔雀

### 電影
- 1994年 《飛俠阿達》導演：賴聲川
- 1998年 《惡女列傳》
- 1998年 《我和我和他和他》
- 2012年 《痞子英雄首部曲：全面開戰》客串(實片未出現，於DVD版中出現)
- 2015年《我的少女時代》王白丹
- 2015年《宅女偵探桂香》畢茂南
- 2016年《六弄咖啡館》綠爸（電影中被刪剪）
- 2016年《銷售奇姬》潔哥
- 2022年《女優，摔吧！》馬東驕
- 2024年《鬼才之道》鬼同學爸爸

### 音樂
- 1997年 参與飛行岩《反造》專輯唱片錄製
- 2000年~2001年 任賢齊世界巡迴演唱會 電小提琴手
- 2003年 相聲瓦舍《消失的931》 片尾小提琴獨奏
- 兒童劇《稻草人與小麻雀》音樂執行，黃春明執導
- 《天打那實驗體》
- 《電視新學園》任MUCH TV表演老師
- 2007年 那維勳、于浩威 創新中文音樂劇《宅男的異想世界》

2020年 出演謝和弦 【夠愛 Enough Love 2.0】

### 廣告
- 伯朗咖啡
- 拍婚紗廣告 藍心湄&那維勳
- 全國電子 新春最暖微電影-老爸的花店

### 舞台劇
| 年份 | 劇名     | 角色   | 備註 |
| ---- | -------- | ------ | ---- |
| 2024 | 寶島一村 | 李子康 |      |

## 外部連結
- 葉赫那拉.維勳的Facebook專頁
- Na Jack的Facebook專頁
- 那維勳的新浪微博
- 那維勳在互联网电影资料库（IMDb）上的資料（英文）（英文）
- 在AllMovie上那維勳的頁面（英文）
- 那維勳在香港影庫上的簡介
- 那維勳在豆瓣上的资料（简体中文）
- 那維勳在时光网上的簡介（简体中文）